# Regione metropolitana Berlino/Brandeburgo

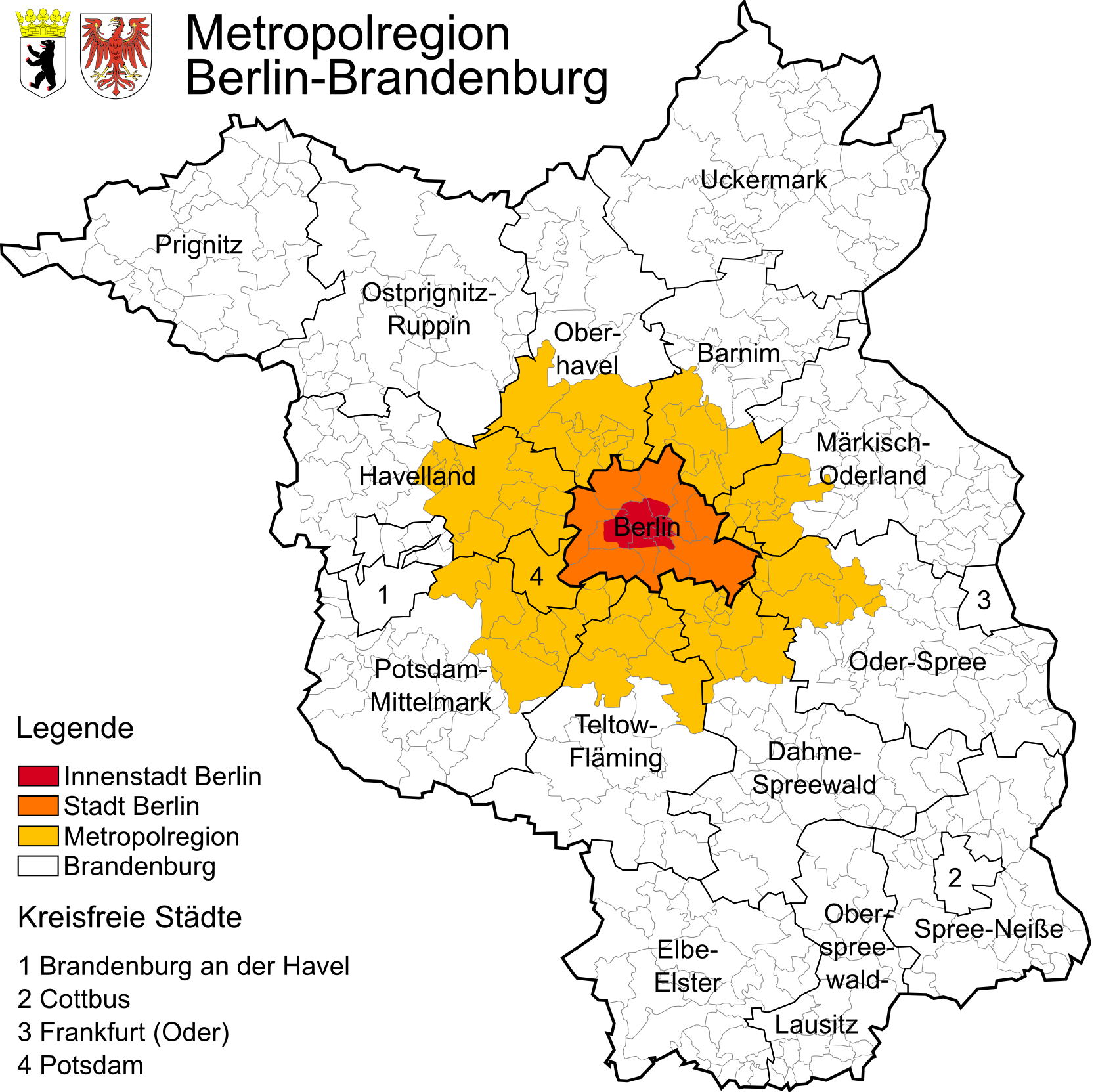
Dettagli dell'area metropolitana Berlino/Brandeburgo

Mappa della regione metropolitana

La regione metropolitana Berlino/Brandeburgo (in tedesco: Metropolregion Berlin/Brandenburg) è una delle 11 regioni metropolitane tedesche.
Comprende la capitale tedesca, Berlino, e la cintura metropolitana, appartenente al Land del Brandeburgo: la città extracircondariale di Potsdam, e le parti suburbane dei circondari Barnim, Dahme-Spreewald, Havelland, Märkisch-Oderland, Oberhavel, Oder-Spree, Potsdam-Mittelmark e Teltow-Fläming.
La regione metropolitana ha una superficie di 30.370 km² ed una popolazione (2012) di 6.024.000 abitanti.

## Popolazione
La popolazione della regione metropolitana è distribuita con forti disparità: più dell'80% degli abitanti è infatti concentrato nelle due città di Berlino e Potsdam, e molte zone vicine alla città conservano un forte carattere rurale. La regione metropolitana Berlino/Brandeburgo costituisce in questo un caso particolare fra le regioni metropolitane tedesche.

## Centralità
All'interno della regione metropolitana sono distinti 3 livelli di centralità:
| Metropoli                 | Centro di livello superiore                    | Centri di livello intermedio |
| ------------------------- | ---------------------------------------------- | --- |
| - Berlino (3.398.362 ab.) | - Potsdam (150.113 ab.) - Cottbus (99.687 ab.) | - Bernau bei Berlin (34.870 ab.) - Fürstenwalde/Spree (34.044 ab.) - Ludwigsfelde (24.152 ab.) - Nauen (11.200 ab.) - Oranienburg (41.199 ab.) - Strausberg (26.644 ab.) - Wildau e Königs Wusterhausen (9.378 ab. / 32.500 ab.) |